# Port Foster

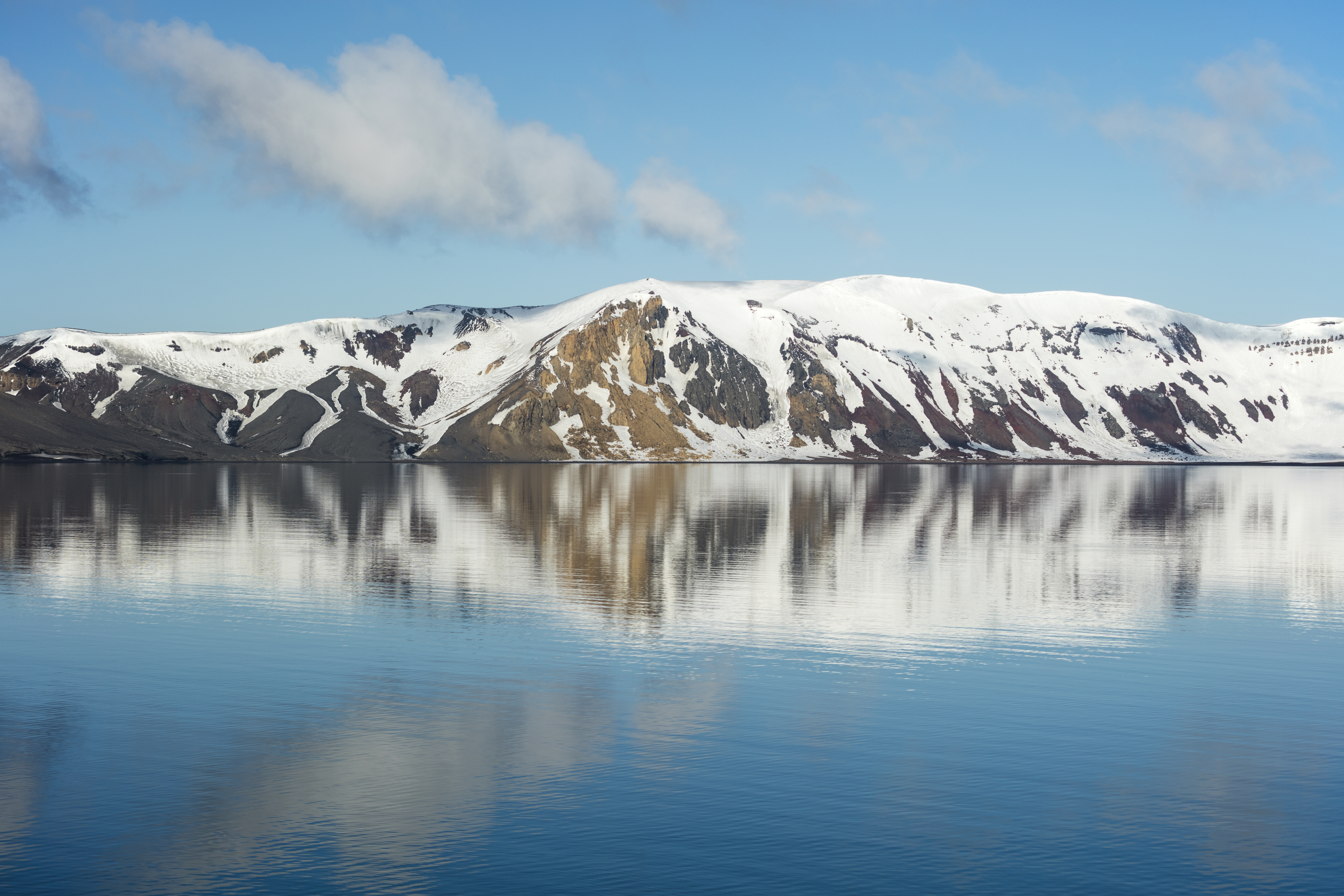
Telefon Bay (2016)

Port Foster – wypełniona wodą kaldera wulkanu Deception Island w archipelagu Szetlandów Południowych, tworząca naturalny port.
W 2002 roku Port Foster został desygnowany jako szczególnie chroniony obszar Antarktyki (ang. Antarctic Specially Protected Area, ASPA) – ASPA 145: Port Foster, Deception Island, South Shetland Islands.

## Nazwa
Początkowo używano nazw Deception Harbour, Harbour of Deception lub Bay of Deception . Funkcjonowała również nazwa Port William – najprawdopodobniej na cześć statku „Williams”  (z którego po raz pierwszy dostrzeżono wyspę). Port był również błędnie nazywany Yankee Harbour – Yankee Harbour to naturalny port Greenwich Island, wyspy w środkowej części archipelagu . 
Obecna nazwa Port Foster została nadana na cześć Henry’ego Fostera (1797–1831) , który w okresie od 9 stycznia do 8 marca 1829 roku przewodził pierwszej naukowej ekspedycji w rejon Antarktyki. Na Deception Island przeprowadzono badania grawitacji przy pomocy wahadła.

## Geografia
Port Foster to wypełniona wodą kaldera wulkanu Deception Island w archipelagu Szetlandów Południowych, tworząca naturalny port . Wejście prowadzące do kaldery to wąska cieśnina o szerokości ok. 500 m ) w południowo-wschodniej części wyspy między Fildes Point (na północy) i Entrance Point (na południu) – Neptunes Bellows . 
Brzegi Port Foster usiane są maarami, a największym z nich jest Whalers Bay (zatoka nazwana tak przez francuskiego badacza Jeana-Baptiste’a Charcota (1867–1936) ze względu na aktywność wielorybników w tym obszarze na początku XX wieku ) przy wejściu do kaldery (1 km szerokości) . Inne mniejsze zatoki to: Telefon Bay  i Fumarole Bay .
W wodach bentalnych Portu Foster występują wstężnice Lineus sp i Parborlasia corrugata), równonóg Serolis kempi, [małż Yoldia eightsii, jeżowce Abatus agassizii i Sterechinus neumayeri, rozgwiazdy Lysasterias perrieri i Odontaster validus, wężowidło Ophionotus victoriae i strzykwa Ypsilothuria sp . Odnowienie się bentosu po erupcji wulkanu w 1967 roku jest przedmiotem długofalowego programu badań naukowych . 
W wodach zatoki pojawiają się długopłetwce oceaniczne (humbaki) . 
W 2002 roku Port Foster został desygnowany jako szczególnie chroniony obszar Antarktyki (ang. Antarctic Specially Protected Area, ASPA) – ASPA 145: Port Foster, Deception Island, South Shetland Islands  . 

## Historia
Za odkrywcę portu w kalderze uznaje się Nathaniela Palmera (1799–1877), który został wysłany w region Szetlandów Południowych w poszukiwaniu fok przez właściciela floty Benjamina Pendletona ze Stonington. 
Na początku XX wieku, na wyspie działalność rozpoczęli wielorybnicy. W 1906 roku norweski wielorybnik działający w Chile Adolf Amandus Andresen (1872–1940) zakotwiczył w Whalers Bay statek-przetwórnię, do którego rok później dołączyły cztery kolejne jednostki tego typu oraz osiem statków wielorybniczych. W latach 1912–1931 na brzegu Whalers Bay zaczęła funkcjonować stacja wielorybnicza prowadzona przez Hector Whaling Company. Do dziś zachowały się pozostałości stacji; zabudowania, wiele elementów sprzętu i maszyn, cmentarz z 35 grobami (największy w Antarktyce) oraz pomnik ku czci 10 wielorybników, którzy zginęli na morzu . W 1995 roku Whalers Bay z pozostałościami stacji zostały wpisane na listę historycznych miejsc i pomników w Antarktyce (ang. Historic Sites and Monuments in Antarctica)) jako HSM 71: Whalers Bay, Deception Island, South Shetland Islands . 
W latach 1948–1959 port został zmapowany przez jednostkę do badań hydrograficznych Royal Navy (ang. Royal Navy's Hydrographic Survey Unit) . 